# Jamul
Jamul est une census-designated place (CDP) située dans le comté de San Diego, en Californie.